# August Müller (Ornithologe)
August Müller (* 19. Juli 1853 in Eichelsdorf; † 1913 in Berlin) war ein deutscher Naturalienhändler, Entomologe und Ornithologe.

## Leben
August Müller studierte von 1877 bis 1881 an der Universität Halle und 1880 an der Friedrich-Wilhelms-Universität zu Berlin Naturwissenschaften und promovierte 1882 an der Universität Erlangen zum Dr. phil. mit seiner Dissertation Die Ornis der Insel Salanga sowie Beiträge zur Ornithologie der Halbinsel Malakka. Eine zoogeographische Studie, die bei Gottfried Pätz in Naumburg an der Saale gedruckt sowie noch im gleichen Jahr im Journal für Ornithologie veröffentlicht wurde. Während seiner Studienzeit in Halle an der Saale war er zeitweise für den Naturalienhändler Wilhelm Schlüter (1828–1919) tätig. August Müller übernahm nach 1882 das 1879 von Hermann von Maltzan in Frankfurt am Main in der Großen Eschenheimer Straße 45 gegründete Naturhistorische Institut „Linnaea“ und führte es später in Berlin weiter. Ab 1887 findet es sich als Naturhistorisches Institut „Linnaea“ am Luisenplatz 6 in Berlin, in dem der Zoologe Paul Matschie wiederholt arbeitete und der Entomologe und spätere Naturalienhändler Richard Haensch 1892 als Assistent tätig war. Ab 1894 war die „Linnaea“ in Berlin in der Novalisstr. 16 und später in der Turmstr. 19 ansässig. Die von August Müller geführte Naturalien- und Lehrmittel-Handlung vereinzelte unter anderem Insekten der Welt und vertrieb Lehrmittel aus dem Gesamtgebiet der beschreibenden Naturwissenschaften. 
Er korrespondierte mit Ernst Haeckel von der Universität Jena und Franz Steindachner vom Naturhistorischen Museum Wien, war 1880 korrespondierendes Mitglied des Offenbacher Vereins für Naturkunde, seit 1880 Mitglied der von Eugen Ferdinand von Homeyer geführten Deutschen Ornithologischen Gesellschaft und seit 1885 Mitglied im 1856 von Gustav Kraatz gegründeten Berliner entomologischen Verein.

## Schriften (Auswahl)
- Einiges über unsern Kukuk. (Cuculus canorus L.). In: Zoologischer Garten, 19, 1878, S. 170–178 (biodiversitylibrary.org)
- Ornithologische Mittheilungen. In: Zoologischer Garten, 19, 1878, S. 362–366 (biodiversitylibrary.org)
- Zur Naturgeschichte des Ixos xanthopygius Hempr. und Ehrb. In: Journal für Ornithologie, 27, 1879, S. 304–308  (biodiversitylibrary.org) Tab. I, Fig. 4 und 5 (biodiversitylibrary.org)
- Zur Ornithologie der Insel Cypern. In: Journal für Ornithologie, 27, 1879, S. 385–393 (biodiversitylibrary.org)
- Zur Naturgeschichte der Cisticola schoenicola. In: 19., 20. und 21. Bericht über die Thätigkeit des Offenbacher Vereins für Naturkunde in den Vereinsjahren vom 13. Mai 1877 bis 29. April 1880. Offenbach a. M. 1880, S. 116–121 (digitale-sammlungen.de)
- Beobachtungen an einem Wanderfalkenpaare, falco peregrinus Briss. In: 19., 20. und 21. Bericht über die Thätigkeit des Offenbacher Vereins für Naturkunde in den Vereinsjahren vom 13. Mai 1877 bis 29. April 1880. Offenbach a. M. 1880, S. 122–127 (digitale-sammlungen.de)
- „Variieren d. Eier d. Cistensängers“. In: Journal für Ornithologie, 28, 1880, S. 217–218 (biodiversitylibrary.org)
- Ueber die Arten der Gattung Cyanecula (Blaukehlchen). In: Ornithologisches Centralblatt. Organ für Wissenschaft und Verkehr. Beiblatt zum Journal für Ornithologie, 6, 1881, S. 89–92 (zobodat.at [PDF])
- Meine während der Brutzeit gemachten ornithologischen Beobachtungen am Salzigen See bei Eisleben. In: Zoologischer Garten, 21, 1882, S. 20–24, 48–53 und 82–86 (biodiversitylibrary.org)
- Die Ornis der Insel Salanga sowie Beiträge zur Ornithologie der Halbinsel Malakka.  Eine zoogeographische Studie. Dissertation Universität Erlangen, 96 S., 2 Tab., Pätz, Naumburg a. S. 1882
- Die Ornis der Insel Salanga sowie Beiträge zur Ornithologie der Halbinsel Malakka. Eine zoogeographische Studie. In: Journal für Ornithologie, 30, 160, 1882, S. 353–448 (zobodat.at [PDF])
- Nachtrag zur Ornis der Insel Salanga. In: Journal für Ornithologie, 33, 1885, S. 151–162 (biodiversitylibrary.org)